# Hanghepiwi Chasma
L'Hanghepiwi Chasma è una struttura geologica della superficie di Venere.